# Granzella
A Granzella (株式会社グランゼーラ) japán videójáték-fejlesztő cég, melyet 2011 áprilisában alapítottak az Irem egykori munkatársai az isikava prefektúrai Kanazavában.

## A cég története
A Granzellát 2011 áprilisában alapították az Irem Software Engineering egykori munkatársa Kudzsó Kazuma vezetésével. A vállalat elnöke Cujosi Nagura (名倉剛) lett, aki korábban az Irem Irem Alley csomagküldő weboldalánál dolgozott. A cég a nevét a kizárólag Japánban megjelent R-Type Tactics II: Operation Bitter Chocolate című PlayStation Portable-játék Granzella forradalmi hadsereg nevű frakciójáról kapta. A többi cégnévjelölt is az R-Type sorozatból volt kiemelve. Kezdetben PlayStation Home-tartalmak fejlesztésével tartotta fenn magát a cég, melynek első PlayStation Home-tere 2011 júliusában jelent meg.
A korábban az Irem weboldalán megjelent Furuszato jonkoma kouta (ふる里4コマ小唄), a Zukkoke jonkoma kakumei-gun (ずっこけ4コマ革命軍) és a Zukkoke kakumei szensitacci no funtó nissi (ずっこけ革命戦士たちの奮闘日誌) mangasorozatok, illetve a Kaihacu sa no kan (開発者の館) fejlesztői napló átkerült a Granzella weboldalára, de Kanazava Life Map (金沢ライフマップ) címen egy új, Kanazava város látványosságait bemutató sarkot is indítottak. A cég 2013-tól az Iremnél hagyományosan megrendezett bolondok napi tréfáit is továbbvitte. 2012-ben azért nem tartottak ilyent, mivel a céget is ekkor alapították, míg 2015-ben azért nem, mivel a vállalat ekkor kezdett igazán beindulni.
2014. június 30-án megalapították a vizuális termeléssel foglalkozó Granzella Visual (株式会社グランゼーラビジュアル) és a külföldi játéktartalmak és mobiltelefonos alkalmazások fejlesztésért felelős Granzella Online Entertainment (株式会社グランゼーラ・オンラインエンターテイメント) spin-off-vállalatokat.
A vállalat helyi Zweigen Kanazava labdarúgócsapat „különleges meccspartnere”, a hazai meccseken gyakran támogatják egymást. A Granzella ezen túlmenően egy Zweigen Kanazava-márkajelzésű óraalkalmazást is fejlesztett Androidra.
2014 októberében bemutatták első saját szellemi jogtulajdonú videójátékukat, a PlayStation Vita kézikonzolra megjelenő Manga ka keeru című mangakészítő-játékot. 2014 decemberében bejelentették Kudzsó Zettai zecumei tosi sorozatának szellemi jogtulajdonának és értékesítési jogának megszerzését az Iremtől, illetve a korábban leállított Zettai zecumei tosi 4: Summer Memories című játék fejlesztésének újraindítását, melyet 2015. november 27-én mutattak be újra. A vállalat 2015. február 28-án, illetve július 29-én elérhetővé tette az első kettő, majd a harmadik Zettai zecumei tosi-játékot is a japán PlayStation Store-on.
2015 szeptemberében bejelentették a Bandai Namco Entertainment kiadóvállalattal közös Project City Shrouded in Shadow című videójáték-projektjüket.

## A cég irodái
- Székhely

Isikava prefektúra, Kanazava, Nisininmacsi 3–1–10, News-épület 6. emelet
- Nonocsi stúdió

Isikava prefektúra, Nonocsi, Szuemacu 3–570, Daigaku renkei Incubator 3. emelet

## Videójátékaik
- Manga ka keeru (TBA, PlayStation Vita)
- Project City Shrouded in Shadow (TBA, PlayStation 3, PlayStation 4, PlayStation Vita)
- Zettai zecumei tosi 4 Plus: Summer Memories (TBA, PlayStation 4)